# Maianthemum monteverdense
Maianthemum monteverdense là một loài thực vật có hoa trong họ Măng tây. Loài này được LaFrankie mô tả khoa học đầu tiên năm 1986.